# Sloup se sochou svatého Jana Nepomuckého (Chrudim, Na Kopanici)
Barokní pískovcový sloup se sochou svatého Jana Nepomuckého od neznámého autora z roku 1707 se nalézá pod městskými hradbami v ulici Na Kopanici v okresním městě Chrudim. Sloup je od roku 1958 chráněn jako nemovitá kulturní památka ČR. Sloup je typově i tvarově dvojčetem sloupu u Novoměstské kašny.

## Historie
Pískovcový sloup se sochou svatého Jana Nepomuckého byl v roce 1707 postaven před bývalým poplužním dvorem čp. 68/III na Kateřinském předměstí v Chrudimi. V roce 1936 byl povalen při automobilové nehodě a vzápětí byl obnoven, v roce 1993 byl sloup v rámci panelové výstavby na Kateřinském předměstí přemístěn na nynější místo.
V roce 2024 proběhla celková renovace sloupu. 

## Popis
Pískovcový sloup se sochou svatého Jana Nepomuckého stojí od roku 1993 pod městskou hradbou na východním konci hradebního systému města Chrudim.
Na nízkém, nahoře profilováním okoseném soklu stojí hranolový pilíř s boky ozdobenými motivem psaníčka a zakončený nahoře profilovanou římsou.
Na římse je umístěn vysoký toskánský sloup zakončený abakem, na kterém stojí socha svatého Jana Nepomuckého v podživotní velikosti. Světec je oděn v tradiční kanovnické roucho a sklání hlavu ke krucifixu, který drží v obou rukou. Hlavu světce s biretem obklopuje obklopuje pozlacená drátěná svatozář s pěti hvězdami.

## Fotogalerie

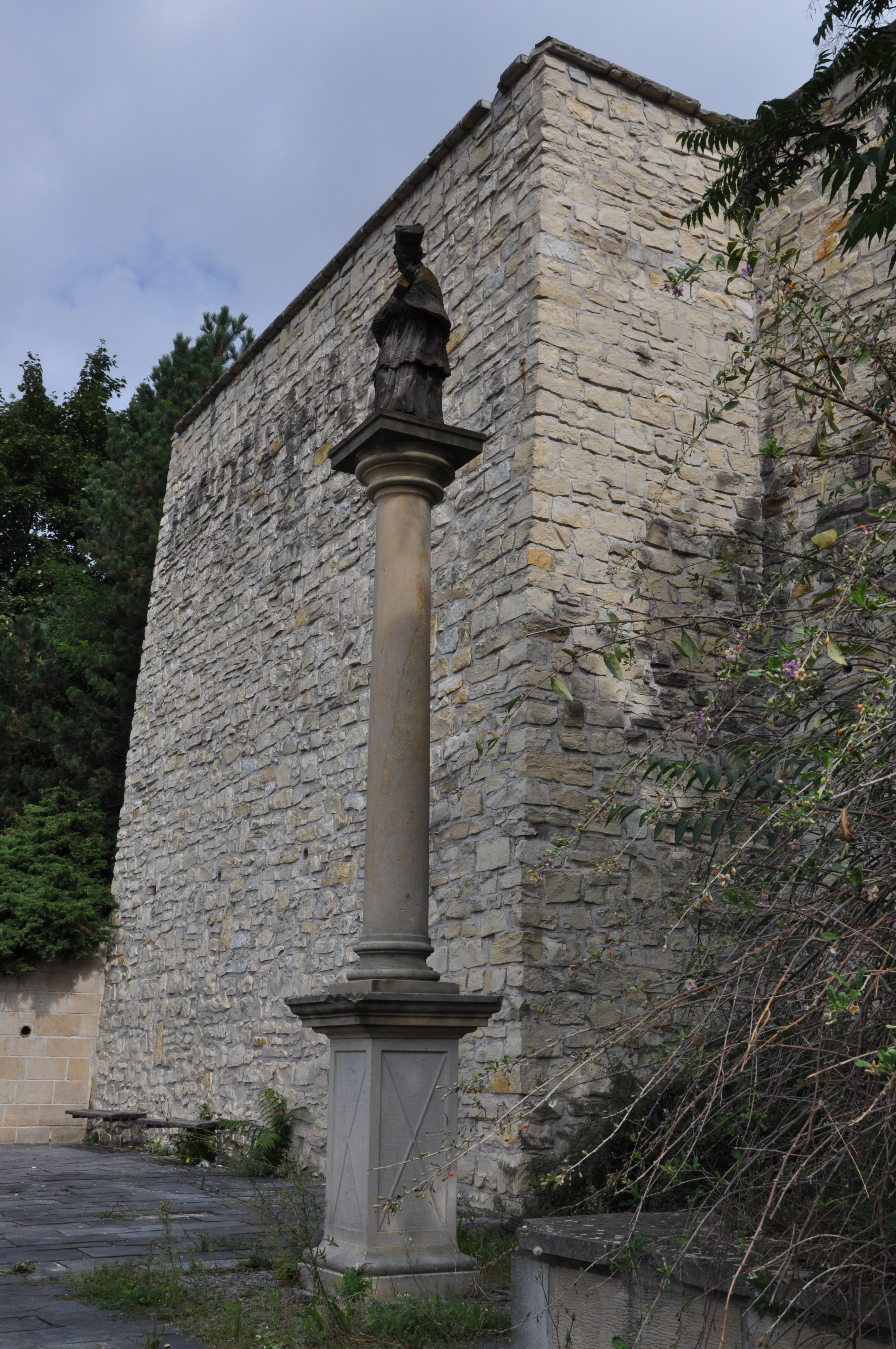
pohled na sloup Na Kopanici v roce 2012
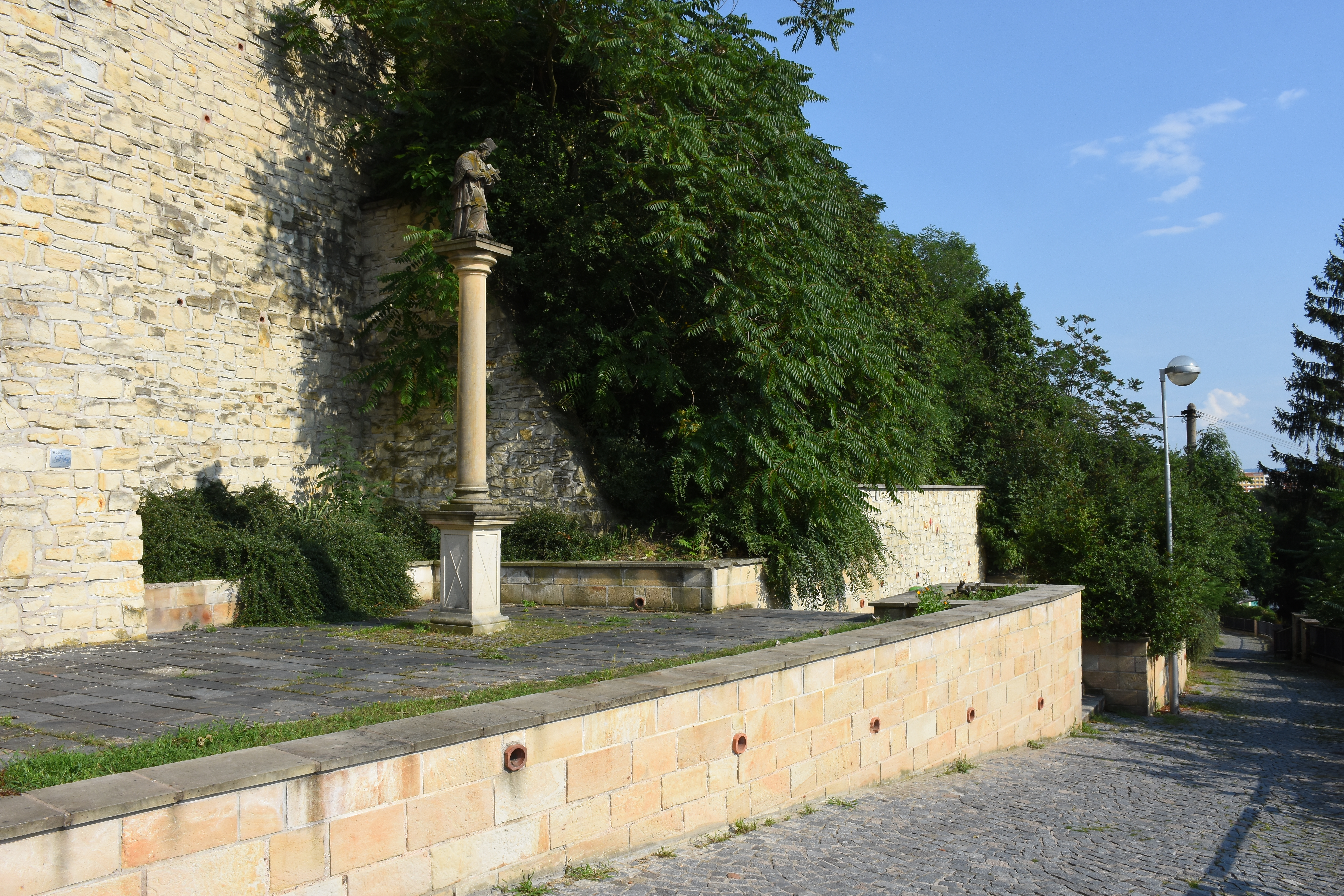
pohled na sloup Na Kopanici v roce 2016
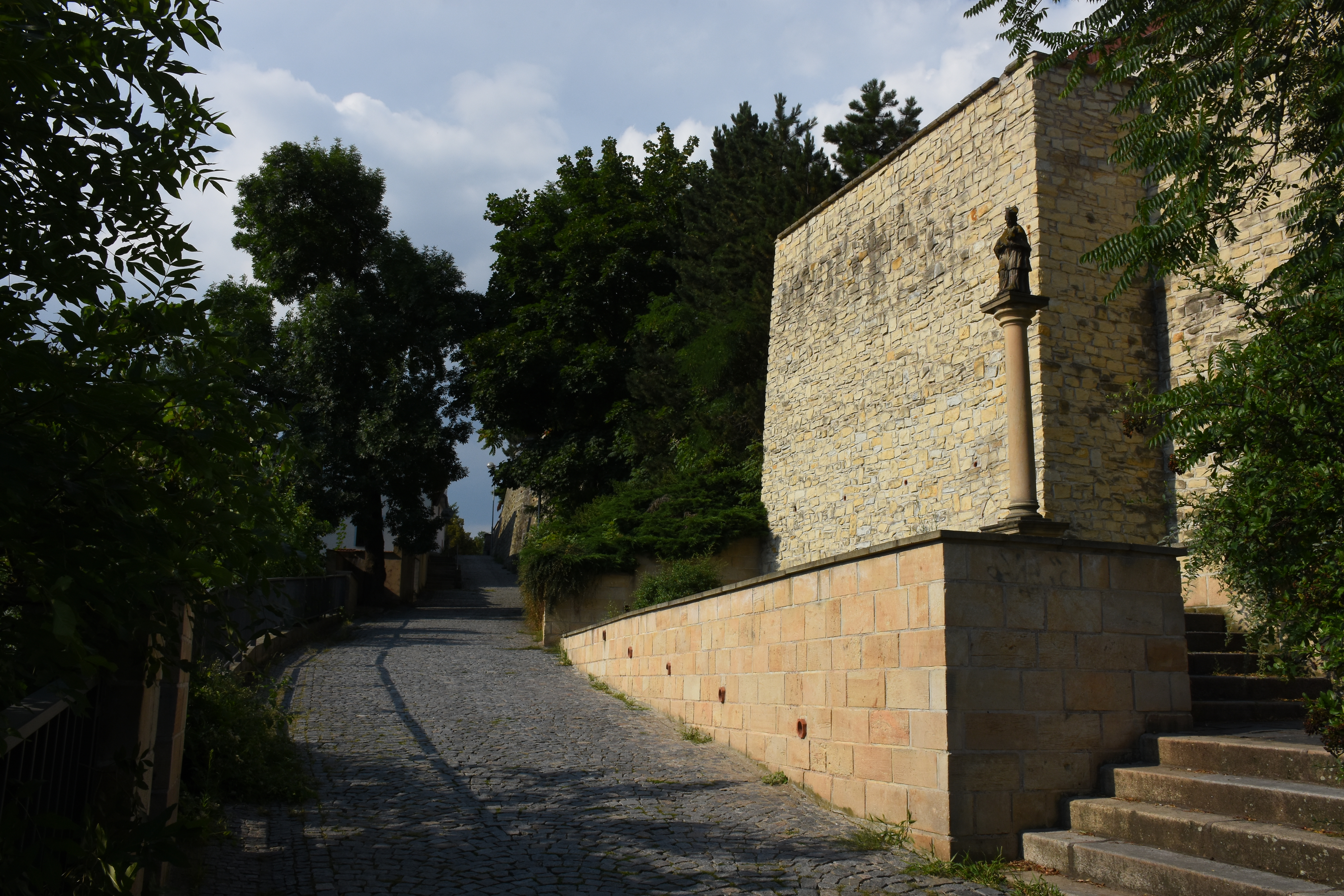
pohled na sloup Na Kopanici v roce 2016
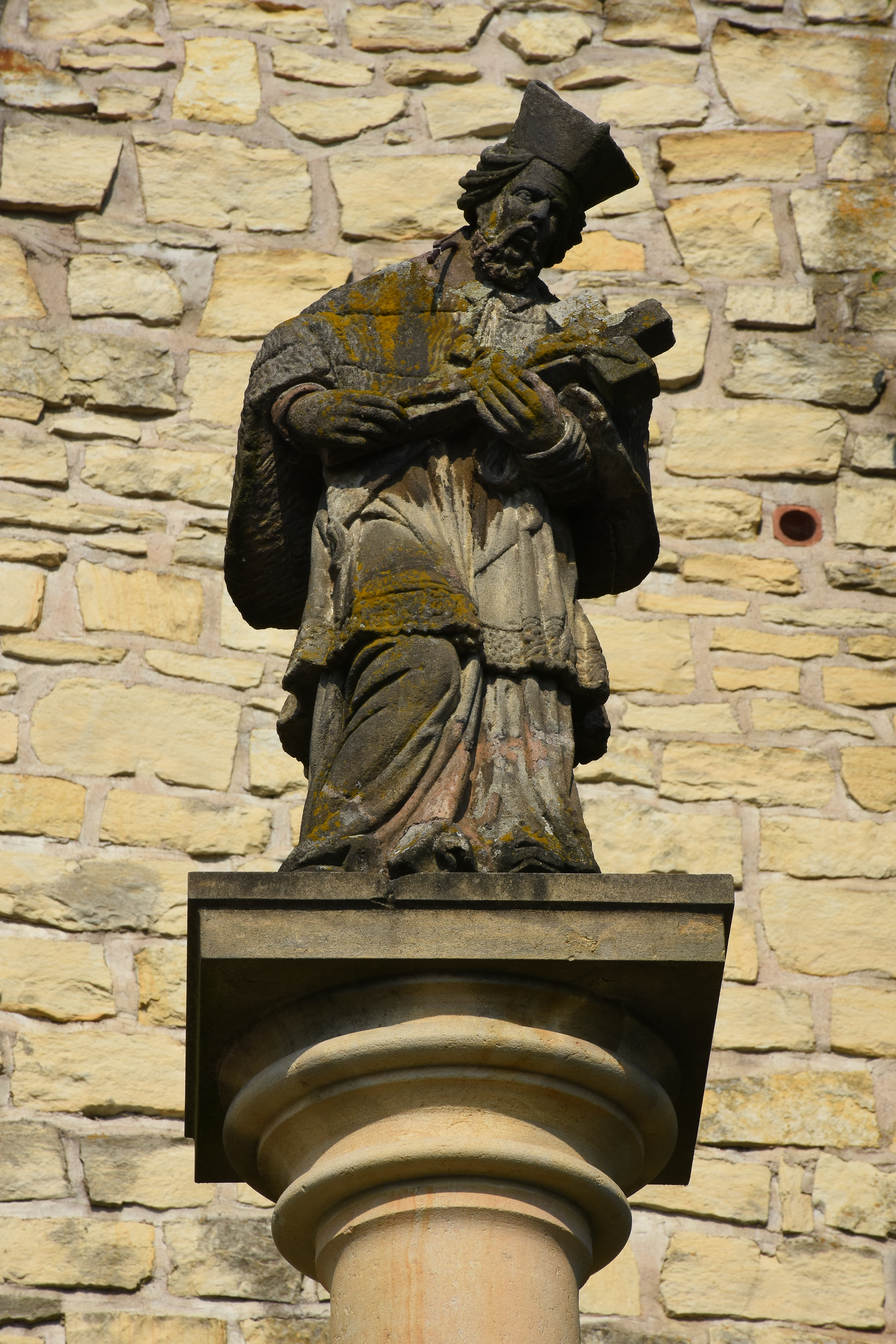
detail sochy svatého Jana Nepomuckého